# Heterarmia ochraceata
Heterarmia ochraceata är en fjärilsart som beskrevs av Otto Staudinger 1897. Heterarmia ochraceata ingår i släktet Heterarmia och familjen mätare. Inga underarter finns listade i Catalogue of Life.